# Junije Palmotić

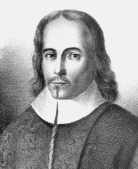
Junije Palmotić.

Junije Palmotić,  född 1606, död 1657 i Dubrovnik, Kroatien (dåvarande republiken Dubrovnik), var en kroatisk poet.
Palmotić var den främste representanten för den "pseudoklassiska" smakriktningen inom den ragusanska skaldeskolan. Hans versifierade tragedier (bland andra Pavlimir, Danica, Alčina, Bisernica och Captislava) är byggda i den italienska stilen, med motiv från bland andra Vergilius och Torquato Tasso. Även slaviska stoff upptogs. 
Som hans förnämsta verk betraktas den religiösa hjältedikten Kristijada i 24 sånger (tryckt 1670), en fri översättning av Marcus Hieronymus Vidas latinska "Christiadi" (1535). Det långa diktverket är försett med en poetisk tillägnan till drottning Kristina (tysk översättning i Alfred Jensens "Gundulić"). Palmotićs skrifter utgavs i "Stari pisci hrvatski', band 12–14 (1882–1884), av Armin Pavić, som även författade studier om Palmotić i "Rad jugoslavenske akademije", häftena 68, 70.